# Oryzavirus
Genre
Taxons de rang inférieur
- espèce-type : Rice ragged stunt virus

Fijivirus est un genre de virus de la famille des Reoviridae, sous-famille des Spinareovirinae, qui comprend neuf espèces acceptées par l'ICTV. Ce sont des virus à ARN à double brin classés dans le groupe III de la classification Baltimore. 
Les Oryzavirus infectent les plantes de la famille des Poaceae, provoquant des maladies chez le riz (RRSV) et diverses espèces du genre Echinochloa (ERSV).  
La transmission se fait, selon un mode persistant, par l'intermédiaire d'insectes vecteurs de la famille des Delphacidae qui se nourrissent du phloème : Nilaparvata lugens pour le RRSV, Sogatella longifurcifera et Sogatella vibix pour l'ERSV. Les virus se répliquent aussi dans l'organisme des insectes.

## Liste d'espèces
Selon NCBI (3 février 2021) :
- Rice ragged stunt virus (RRSV)
- Echinochloa ragged stunt virus (ERSV)